# Jacobo Estuardo (1260-1309)

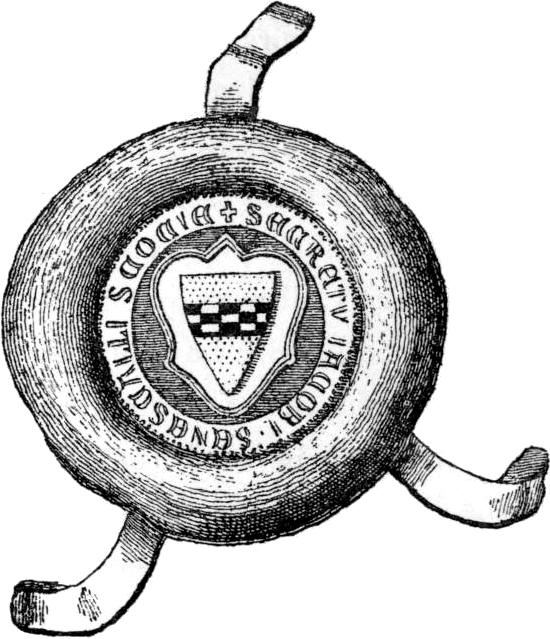
El sello de James Stewart, administrador de Escocia (fallecido en 1309).

James Stewart (c. 1260 - 16 de julio de 1309) fue el quinto Senescal hereditario de Escocia y guardián de Escocia durante el primer interregno.

## Orígenes
Fue el hijo mayor superviviente de Alexander Stewart, cuarto gran mayordomo de Escocia (m. en 1283). Se desconoce la fecha de su nacimiento y algunas fuentes la sitúan, sin pruebas convincentes, en torno a 1243. Actualmente, esta fecha se considera poco probable, ya que se sabe que su padre planeó una peregrinación a Santiago de Compostela en 1252 o después, por lo que probablemente Jacobo habría nacido después, llevando el nombre de ese santo. Además, el nombre de Jacobo era, por aquel entonces, poco común en Escocia y no era un nombre tradicional en la familia Estuardo, siendo Walter y Alan los favoritos. Por tanto, es muy posible que no fuera el primogénito de Alejandro. Por estas razones, y también por el hecho de que John Barbour describió a su hijo y sucesor Walter Estuardo alrededor de 1314 como un "muchacho imberbe" en su poema The Brus, se propone que James naciera aproximadamente 1260.

## Carrera
En 1286, Jacobo fue elegido como uno de los seis Guardianes de Escocia. Posteriormente se sometió al rey Eduardo I de Inglaterra el 9 de julio de 1297 y fue uno de los auditores del competidor, Robert Bruce de Annandale. No obstante, luchó junto a Sir William Wallace en las Guerras de Independencia de Escocia. Tras la derrota de Wallace en la batalla de Falkirk en 1298, dio su apoyo a Robert Bruce, más tarde rey Roberto I de Escocia, nieto del competidor.
En 1302, junto con otros seis embajadores, entre ellos John Comyn, conde de Buchan, fue enviado a solicitar el apoyo francés contra Eduardo. Tras la victoria inglesa contra Escocia, Estuardo juraría lealtad nuevamente al rey Eduardo en Lanercost Priory en octubre de 1306 y acordó someterse a la excomunión instantánea si rompía su lealtad a Eduardo. Sin embargo, su lealtad para con Escocia le hizo retomar nuevamente la causa patriótica escocesa y murió al servicio de Roberto I en 1309.

## Matrimonios y descendencia
Se casó varias veces:
- En primer lugar, con Cecilia, hija de Patrick, conde de Dunbar (fallecido en 1289);
- En segundo lugar, con Muriel (nacida en 1244), hija de Malise, conde de Strathearn (fallecida en 1271);
- En tercer lugar, a Egidia, hija de Walter de Burgh, I conde de Ulster (fallecido en 1271),[1] con quien tuvo descendencia: [4]
  - Walter Estuardo, Gran Senescal de Escocia (1293-1327), hijo mayor superviviente y heredero, que se casó con Marjorie Bruce, hija del rey Roberto I.[5]Su hijo fue el rey Roberto II de Escocia, primer monarca Estuardo.
  - Egidia Estuardo, que se casó con Sir Alexander de Menzies, de Durisdeer.[5]

Aparte de los descendientes legítimos, de esposas inciertas, incluyen:
- - Sir John Estuardo, muerto el 14 de octubre de 1318 en la batalla de Dundalk.[5]
  - Sir Andrew Estuardo,[6] un "hijo menor", condecorado por el rey Juan II de Francia [7][8]
  - Sir Jacobo Estuardo de Durisdeer, en 1327 tutor de su sobrino, el futuro rey Roberto II de Escocia;[5]